# Липецк (особая экономическая зона)

Логотип ОЭЗ «Липецк», установленный на её территории в 2006 году

«Ли́пецк» — особая экономическая зона промышленно-производственного типа (ОЭЗ ППТ) в России, распространяющаяся на двух участках в Липецкой области общей площадью 2 300 гектаров.

## История
В 2005 году на уровне правительства РФ было принято решение о создании в России шести особых экономических зон двух типов: промышленно-производственного типа и технико-внедренческого. По итогам конкурса, проведенного Министерством экономического развития РФ в 2005 году, Липецкая область получила право на создание ОЭЗ ППТ.
23 января 2006 года близ села Казинка состоялась церемония закладки в бетонное основание капсулу с посланием и эмблемой логотипа.
14 июня 2007 года в торжественной обстановке было открыто первое предприятие — стекольный завод «ЧСЗ-Липецк».
21 декабря 2007 года портфель заявок от компаний, желающих работать в ОЭЗ, достиг суммы инвестиций в один миллиард евро.
25 января 2008 года прошла официальная церемония открытия ОЭЗ с участием Сергея Иванова, Эльвиры Набиуллиной, руководитель Федерального агентства РосОЭЗ Михаил Мишустин. Также приняли участие посол Италии в РФ г-н Витторио Клаудио Сурдо и посол Бельгии в РФ г-н Винсент Мартинс де Вильмарс.

### Елецкая промышленная площадка
52°38′ с. ш. 38°40′ в. д.
14 декабря 2016 года состоялась официальная церемония открытия Елецкой промышленной площадки. Целевыми показателями площадки к 2025 году являются: объем инвестиций — 176 млрд рублей; количество рабочих мест — 10 тысяч; объем отчислений в бюджеты — 10 млрд рублей, в том числе в федеральный бюджет — 6,5 млрд, в областной и местный — 3,5 млрд. Площадка занимает 1300 га земель вокруг села Новый Ольшанец.

## Характеристика ОЭЗ

### Логистическая инфраструктура
ОЭЗ ППТ «Липецк» расположена на территории Грязинского и Елецкого муниципальных районов Липецкой области.
- Территория Грязинской площадки располагается вдоль автодороги регионального значения «Липецк — Грязи» II технической категории, расположена в 2 км от ЛКАД (специально достраиваемой с учётом потребностей ОЭЗ) и имеет выходы на федеральные трассы: М-4 «Дон» (70 км); М-6 «Каспий» (85 км); автодорога P119 «Орёл — Тамбов» (16 км).
- ОЭЗ ППТ «Липецк» расположена между двумя железнодорожными станциями: ж/д станцией «Казинка» (6 км) и ж/д станцией «Грязи-Орловские» (8 км). Поблизости от ОЭЗ находятся ж/д вокзал «Грязи-Воронежские» — 13 км и ж/д вокзал «Липецк» — 24 км.

В 35 км от Грязинского участка и в 82 км от Елецкого участка ОЭЗ расположен аэропорт «Липецк». Кроме этого участки располагают автомобильными дорогами протяженностью 23,45 км (Грязинский участок) и 4,06 км (Елецкий участок), стоянками для большегрузного и легкового транспорта, сетью железнодорожных путей, соединенных с близлежащими ж/д станциями.

## Управляющая компания
Управляющей компанией ОЭЗ «Липецк» является АО "Особая экономическая зона промышленно-производственного типа «Липецк», которая выполняет следующие функции:
- Публикация в печатных и электронных средствах массовой информации, определяемых Минэкономразвития России, сведений о свободных участках на территории ОЭЗ не реже одного раза в квартал.
- Управление и распоряжение земельными участками и иными объектами недвижимости, расположенными в границах ОЭЗ.
- Получение и передача условий присоединения объекта капитального строительства к сетям инженерно-технического обеспечения индивидуальным предпринимателям и юридическим лицам, осуществляющим строительство или реконструкцию.

С 2022 года генеральным директором АО "ОЭЗ ППТ «Липецк» назначен Базаев Александр Арсенович.

### Показатели эффективности
В июле 2020 года на заседании Совета по инвестиционному климату ОЭЗ «Липецк» названа лучшей в стране по эффективности функционирования с момента старта ее работы. Согласно отчету министерства экономического развития, в котором проведена оценка ОЭЗ по более чем 30 показателям, которые «Липецк» выполнил на 100 процентов. Среди них — деятельность резидентов, рентабельность вложения бюджетных средств и вклад в достижение национальных целей, работа управляющих компаний.

## Резиденты
По состоянию на 2024 год резидентами ОЭЗ «Липецк» являются 62 компании из разных стран мира. Из них 33 осуществляют производственную деятельность, остальные — в стадии проектов, подготовки и строительства.

## Награды и премии
- Победитель рейтинга fDi Intelligence лучших ОЭЗ мира 2014 года от журнала Financial Times в номинации «Лучшая инвестиционная площадка в Европе».
- Победитель рейтинга fDi Intelligence лучших ОЭЗ мира 2016 года от журнала Financial Times в номинации «Новые инвестиции»[11].
- Победитель рейтинга fDi Intelligence лучших ОЭЗ мира 2016 года от журнала Financial Times в номинации «Поддержка образования и профессиональной подготовки»[11].
- Лауреат Конкурса Внэшэкономбанка «Премия Развития 2016» в номинации «Лучший инфраструктурный проект»[12].
- Победитель рейтинга fDi Intelligence лучших ОЭЗ мира 2017 года от журнала Financial Times в номинации «ОЭЗ года за налоговые преобразования».
- Победитель рейтинга fDi Intelligence лучших ОЭЗ мира 2017 года от журнала Financial Times в номинации «ОЭЗ года за расширение проектов».
- Победитель рейтинга fDi Intelligence лучших ОЭЗ мира 2018 года от журнала Financial Times в номинации «ОЭЗ года за расширение проектов».
- Победитель рейтинга fDi Intelligence лучших ОЭЗ мира 2018 года от журнала Financial Times в номинации «ОЭЗ года за развитие инфраструктуры».
- 4 место во II национальном рейтинге инвестиционной привлекательности ОЭЗ России в 2018 г.
- 2 место во III национальном рейтинге инвестиционной привлекательности ОЭЗ России в 2019 г.
- 2 место во IV национальном рейтинге инвестиционной привлекательности ОЭЗ России в 2020 г.
- 2 место во V национальном рейтинге инвестиционной привлекательности ОЭЗ России в 2021 г.
- 1 место во VI национальном рейтинге инвестиционной привлекательности ОЭЗ России в 2022 г.[13]